# Liste der Brücken über die Weissemme
Die Liste der Brücken über die Weissemme enthält die Brücken und andere Querungen der Weissemme von der Quelle am Altegrat in Escholzmatt bis zum Zusammenfluss mit der Waldemme zur Kleinen Emme in Schüpfheim.

## Brückenliste
35 Übergänge überspannen den Fluss: 30 Strassen- und Feldwegbrücken, drei Fussgängerbrücken, eine Rohrleitungsbrücke und eine Gebäude-«Brücke».

### Ballebach
20 Übergänge überspannen den Oberlauf der Weissemme.
| Bild | Name                                 | Ort         | Lage               | Funktion                                                            | Konstruktion  | Material | Höhe m ü. M. | Länge in m | Bemerkungen                                                                                                |
| ---- | ------------------------------------ | ----------- | ------------------ | ------------------------------------------------------------------- | ------------- | -------- | ------------ | ---------- | --- |
|      | Unbenannte Brücke                    | Escholzmatt | 46.94407 7.92596   | Strassenbrücke (einspurig)                                          | Durchlass     | Beton    | 1063         | 5          | Zufahrtsstrasse zum Gebäude Rossgrat.                                                                      |
|      | Unbenannte Brücke                    | Escholzmatt | 46.93661 7.92865   | Strassenbrücke (einspurig)                                          | Balkenbrücke  | Beton    | 958          | 10         | Zufahrtsstrasse zum Gebäude Ballenbach 2.                                                                  |
|      | Unbenannte Brücke                    | Escholzmatt | 46.93357 7.93102   | Strassenbrücke (einspurig) mit Rohrleitung an der Brückenseite      | Balkenbrücke  | Beton    | 931          | 10         | Gebaut zwischen 1975 und 1980 Zufahrtsstrasse zum Gebäude Ballenbach 1.10.                                 |
|      | Unbenannte Brücke                    | Escholzmatt | 46.93135 7.93521   | Strassenbrücke (einspurig)                                          | Balkenbrücke  | Beton    | 904          | 6          | Zufahrtsstrasse zum Gebäude Bergli.                                                                        |
|      | Ballenbachstrasse-Brücke             | Escholzmatt | 46.92859 7.93983   | Bergstrassenbrücke (zweispurig)                                     | Balkenbrücke  | Beton    | 882          | 12         | Höchstgeschwindigkeit 80 km/h Wanderweg                                                                    |
|      | Unbenannter Steg                     | Escholzmatt | 46.92618 7.93933   | Feldwegbrücke                                                       | Balkenbrücke  | Holz     | 867          | 10         | |
|      | Schwandacher-Brücke                  | Escholzmatt | 46.92444 7.94004   | Strassenbrücke (einspurig)                                          | Balkenbrücke  | Beton    | 860          | 8          | Zufahrtsstrasse                                                                                            |
|      | Untergass-Bodenmatten-Strasse-Brücke | Escholzmatt | 46.92302 7.94231   | Bergstrassenbrücke (zweispurig)                                     | Balkenbrücke  | Beton    | 852          | 5          | Höchstgeschwindigkeit 80 km/h Veloland-Route 399 Herzschlaufe Napf (Etappe 2 Langnau–Entlebuch)            |
|      | Wanne-Brücke                         | Escholzmatt | 46.92222 7.94194   | Strassenbrücke (zweispurig)                                         | Balkenbrücke  | Beton    | 845          | 5          | Höchstgeschwindigkeit 60 km/h Wanderweg                                                                    |
|      | Unbenannter Steg                     | Escholzmatt | 46.92189 7.94322   | Fussgängerbrücke                                                    | Balkenbrücke  | Holz     | 843          | 5          | |
|      | Wasserleitungs-Brücke                | Escholzmatt | 46.92206 7.94387   | Rohrleitungsbrücke                                                  | Balkenbrücke  | Stahl    | 841          | 5          | |
|      | Unbenannte Brücke                    | Escholzmatt | 46.92289 7.94631   | Strassenbrücke (einspurig)                                          | Balkenbrücke  | Beton    | 832          | 6          | Zufahrtsstrasse zu den Gebäuden Wissemmenbühl und Feldmoosweidli. Höchstgeschwindigkeit 60 km/h            |
|      | Unbenannter Steg                     | Escholzmatt | 46.923496 7.948917 | Feldwegbrücke                                                       | Balkenbrücke  | Holz     | 824          | 6          | |
|      | Unbenannte Brücke                    | Escholzmatt | 46.92369 7.95015   | Strassenbrücke (einspurig)                                          | Balkenbrücke  | Beton    | 822          | 3          | Private Brücke Zufahrtsstrasse zum Gebäude Hauptstrasse 8.                                                 |
|      | Hauptstrasse 8-Baracke               | Escholzmatt | 46.9237 7.95015    | Gebäude-«Brücke»                                                    | Bachdurchlass | Beton    | 822          | 8          | Das Holzhaus wurde 1986 erstellt.                                                                          |
|      | Unbenannte Brücke                    | Escholzmatt | 46.92381 7.95119   | Feldwegbrücke                                                       | Balkenbrücke  | Beton    | 818          | 5          | Gebaut zwischen 2006 und 2012 Brücke mit abschliessbarem Eisentor Zufahrtsstrasse zum Gebäude Wissemmen 2. |
|      | Unbenannte Brücke                    | Escholzmatt | 46.92479 7.95371   | Strassenbrücke (einspurig)                                          | Balkenbrücke  | Beton    | 812          | 5          | Zufahrtsstrasse zu dem Gebäuden Doracher 1 und Doracher 2.                                                 |
|      | Unbenannte Brücke                    | Escholzmatt | 46.92531 7.95492   | Strassenbrücke (einspurig) mit Rohrleitungen unterhalb der Fahrbahn | Balkenbrücke  | Beton    | 809          | 10         | Zufahrtsstrasse                                                                                            |
|      | Unbenannter Steg                     | Escholzmatt | 46.92683 7.95871   | Feldwegbrücke                                                       | Balkenbrücke  | Beton    | 801          | 6          | |
|      | Unbenannte Brücke                    | Escholzmatt | 46.92797 7.96208   | Strassenbrücke (einspurig) mit Rohrleitung an der Brückenseite      | Balkenbrücke  | Beton    | 796          | 10         | Zufahrtsstrasse zum Gebäude Wissemmenmoos 1.                                                               |

### Weissemme
15 Brücken und Stege überspannen den Fluss.
| Bild | Name                | Ort         | Lage               | Funktion                                                       | Konstruktion | Material   | Höhe m ü. M. | Länge in m | Bemerkungen |
| ---- | ------------------- | ----------- | ------------------ | -------------------------------------------------------------- | ------------ | ---------- | ------------ | ---------- | --- |
|      | Unbenannte Brücke   | Escholzmatt | 46.92805 7.96315   | Strassenbrücke (einspurig)                                     | Balkenbrücke | Beton      | 794          | 10         | Zufahrtsstrasse zum Gebäude Neumatten 1. |
|      | Hauptstrasse-Brücke | Escholzmatt | 46.92812 7.96479   | Strassenbrücke (zweispurig) mit beidseitigen Trottoirs         | Balkenbrücke | Beton      | 790          | 50         | Höchstgeschwindigkeit 80 km/h PostAuto-Buslinie N66 (Wolhusen – Schüpfheim – Schangnau (Nachtstern-Linie)) Veloland-Route 4 Alpenpanorama-Route (Etappe 9 Variante Sörenberg–Escholzmatt–Schangnau) und Route 24 Emmental–Entlebuch (Etappe 3 Escholzmatt–Luzern) |
|      | Lehn-Brücke         | Escholzmatt | 46.92827 7.96948   | Strassenbrücke (einspurig)                                     | Balkenbrücke | Beton      | 781          | 12         | Zufahrtsstrasse Sackgasse |
|      | Unbenannter Steg    | Escholzmatt | 46.9286 7.96943    | Fussgängerbrücke                                               | Balkenbrücke | Stahl Holz | 778          | 10         | Reit- und Wanderweg |
|      | Unbenannte Brücke   | Escholzmatt | 46.92929 7.97231   | Strassenbrücke (einspurig)                                     | Balkenbrücke | Beton      | 775          | 10         | Zufahrtsstrasse zum Gebäude Xanderheim 1. Höchstgewicht 10 t |
|      | Unbenannte Brücke   | Escholzmatt | 46.93008 7.97525   | Fussgängerbrücke                                               | Balkenbrücke | Beton      | 768          | 10         | Reit- und Wanderweg |
|      | Unbenannte Brücke   | Escholzmatt | 46.93093 7.97788   | Strassenbrücke (einspurig)                                     | Balkenbrücke | Beton      | 766          | 10         | Zufahrtsstrasse |
|      | Unbenannte Brücke   | Escholzmatt | 46.931657 7.981444 | Feldwegbrücke                                                  | Balkenbrücke | Beton      | 760          | 10         | |
|      | Unbenannte Brücke   | Escholzmatt | 46.932357 7.985109 | Strassenbrücke (einspurig)                                     | Balkenbrücke | Beton      | 757          | 10         | Private Brücke mit Eisentor Zufahrtsstrasse zum Gebäude Tellenbach 6. |
|      | Unbenannte Brücke   | Escholzmatt | 46.933418 7.987741 | Feldwegbrücke                                                  | Balkenbrücke | Beton      | 753          | 12         | |
|      | Unbenannte Brücke   | Escholzmatt | 46.93436 7.98941   | Strassenbrücke (einspurig)                                     | Balkenbrücke | Beton      | 751          | 12         | Zufahrtsstrasse zu den Gebäuden Spärislehn 3 und Spärislehn 4. Reit- und Wanderweg |
|      | Unbenannte Brücke   | Schüpfheim  | 46.93493 7.99214   | Feldwegbrücke mit Rohrleitungen an der Brückenseite            | Balkenbrücke | Beton      | 747          | 13         | Betonbalkenbrücke mit Eisentor Reit- und Wanderweg |
|      | Unbenannte Brücke   | Schüpfheim  | 46.93515 7.99536   | Strassenbrücke (einspurig) mit Rohrleitung an der Brückenseite | Balkenbrücke | Beton      | 744          | 12         | Zufahrtsstrasse zu den Gebäuden Wissämme 5 und Wissämme 7. |
|      | Unbenannte Brücke   | Schüpfheim  | 46.93624 7.99997   | Strassenbrücke (einspurig) mit Rohrleitung an der Brückenseite | Balkenbrücke | Beton      | 739          | 13         | Zufahrtsstrasse zum Gebäude Breitebüel. |
|      | Chnubelbrügg        | Schüpfheim  | 46.937366 8.001908 |                                                                |              |            | 736          |            | Ehemalige Brücke beim Chnubel |
|      | Unbenannte Brücke   | Schüpfheim  | 46.93815 8.0031    | Strassenbrücke (einspurig)                                     | Balkenbrücke | Beton      | 735          | 14         | Zufahrtsstrasse zu den Gebäuden Eyhof 1 und Eyhof 2. |